# Les caceres del comte Zaroff
 Les caceres del comte Zaroff  (original:The Most Dangerous Game) és una pel·lícula estatunidenca d'Ernest B. Schoedsack i Irving Pichel, estrenada el 1932. Es tracta d'una adaptació per a la pantalla gran d'una novel·la de Richard Connell, The Most Dangerous Game (1924). Ha estat doblada al català

## Argument
En un iot privat, en algun lloc en mar Carib, el capità s'adona que les balises han estat desplaçades. El vaixell s'estavella sobre els esculls, i no hi ha més que un únic supervivent, Robert (Bob) Rainsford, reputat caçador de feres. A l'illa que ha pogut arribar hi viu el comte Zaroff, un rus que ha fugit de la Revolució Russa, amb la seva fortuna i alguns criats, i que viu en una fortalesa. El nouvingut troba dos supervivents d'un precedent naufragi, Eve Trowbridge i el seu germà Martin, que enganya l'avorriment en l'alcohol. Eve li fa sorprenents revelacions: els dos mariners supervivents amb ells, han anat a caçar amb el comte, i mai no han tornat.
Més tard, de nit, Rainsford i Eve descobreixen el cadàver de Martin, mort per Zaroff, en el transcurs d'una persecució. Cansat d'haver acorralat les peces més salvatges, ha decidit caçar el més intel·ligent de tots. És la raó per a la qual ha desplaçat les balises, i els nàufrags esdevenen preses que acull cortesament al principi. Havent-se negat Rainsford a associar-se als jocs del comte, esdevé la presa en una partida, l'aposta de la qual no és altra que la noia. Rainsford evita les trampes que li són parades i creu triomfar, quan cau en un barranc. Només és ferit i torna al castell per arreglar el seu compte amb Zaroff, i fugir amb Eve, en el bot que, de fet, no és avariat.

## Repartiment
- Joel McCrea: Robert Rainsford
- Fay Wray: Eve Trowbridge
- Leslie Banks: Le comte Zaroff
- Robert Armstrong: Martin Trowbridge
- Hale Hamilton: Bill Woodman
- Noble Johnson: Ivan
- Steve Clemente: Tartar
- William Davidson: El capità
- James Flavin: El segon

## Al voltant de la pel·lícula
- És el mateix equip que roda King Kong, sobretot Ernest B. Schoedsack, Merian C. Cooper i Max Steiner, i, davant la càmera, Fay Wray que interpreta els primers papers. Les dues pel·lícules han estat rodades al mateix temps, en els mateixos decorats, la primera de dia i l'altra de nit.
- Les caceres del comte Zaroff, que ha donat lloc a alguns remakes (vg aquí sota), és un clàssic de la pel·lícula fantàstica. L'acorralament, la fortalesa vagament gòtica, els aiguamolls ennuvolats i el bosc inextricable creen una atmosfera amenaçadora. Zaroff és alhora refinat i cruel, alguns veuen en ell un personatge típicament sàdic.
- La pel·lícula i els seus nombrosos remakes, semblen inspirar-se en el magnat de l'armament, Sir Basil Zaharoff, de reputació jutjada sulfurosa per molts dels seus contemporanis.
- El personatge del comte Zaroff és parodiat al videojoc Rayman 3: Hoodlum Havoc pel biaix del personatge de Razoff.

## Remakes

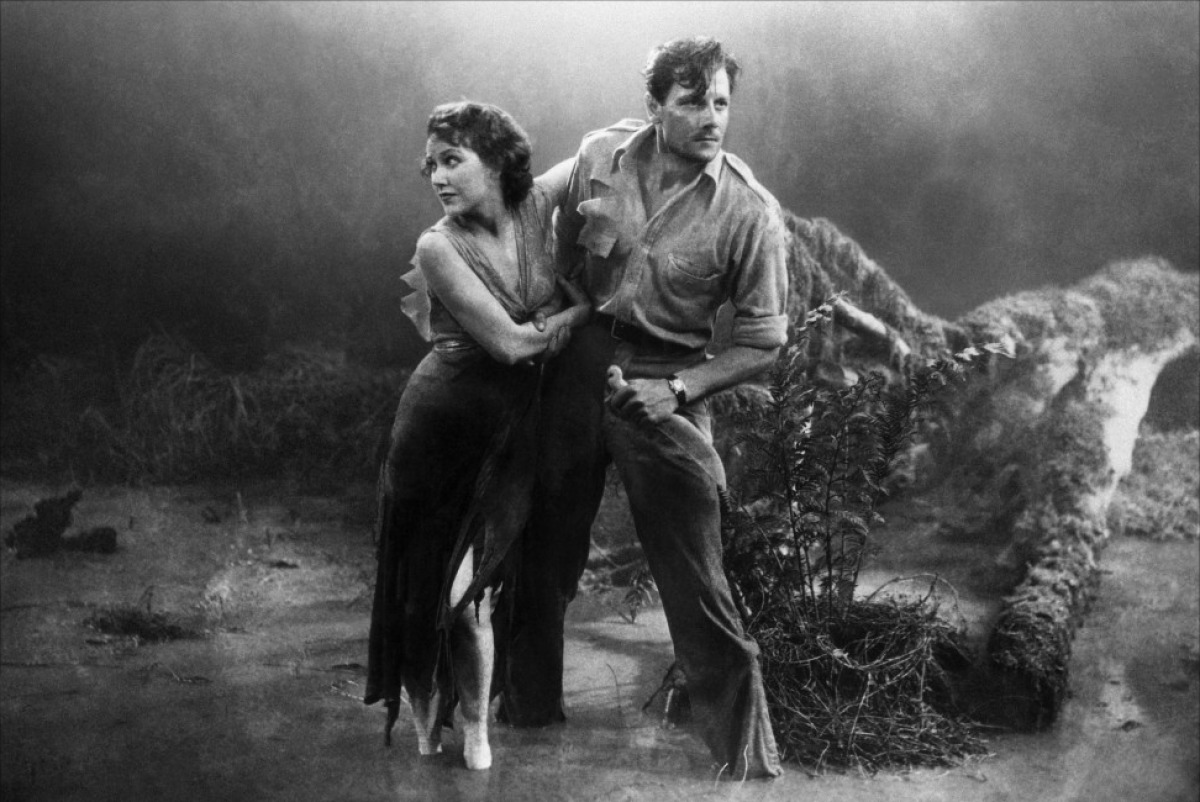
Fay Wray i Joel McCrea.

La Caça del comte Zaroff té donat lloc a diversos remakes entre els quals :
- A Game of Death, de Robert Wise (1945)
- Run for the sun, de Roy Boulting (1956)
- Bloodlust, de Ralf Brooke (1959)
- The Woman Hunt, d'Eddie Romero (1972)
- Open Season, de Peter Collinson (1974)
- Deadly prey, de David A. Prior (1987)
- Slave Girls From Beyond Infinity, de Ken Dixon (1987)
- Lethal Woman, de Christian Marnham (1988)
- Final Round, de Georges Erschbamer (1993)
- Surviving the Game, d'Ernest R. Dickerson (1994)
- The Pest, de Paul Millet (1996)